# New Zealand Music Awards
I New Zealand Music Awards sono delle premiazioni che si tengono annualmente in Nuova Zelanda, organizzate dalla Recording Industry Association of New Zealand a partire dal 1965 e trasmesse su varie emittenti televisive.

## Categorie
- Album of the Year
- Single of the Year
- Best Group
- Best Solo Artist
- Breakthrough Artist of the Year
- Best Alternative Artist
- Best Children's Album
- Best Classical Artist
- Best Country Album
- Best Electronic Artist
- Best Folk Album
- Best Hip Hop Artist
- Best Jazz Album
- Best Māori Artist
- Best Pacific Music Album
- Best Pop Artist
- Best Rock Artist
- Best Roots Artist
- Best Soul/R&B Artist
- Best Worship Artist
- Highest Selling New Zealand Album
- Highest Selling New Zealand Single
- Radio Airplay Record of the Year
- International Achievement
- People's Choice Award
- Critics' Choice Prize
- Best Album Cover
- Best Music Video
- Best Engineer
- Best Producer

### New Zealand Music Hall of Fame
Dal 2007, l'annuale New Zealand Music Hall of Fame viene consegnato a coloro che hanno «influenzato e fatto progredire la musica in Nuova Zelanda».